# 130 mm armata polowa wz. 1954 (M-46)
130 mm armata polowa wz. 1954 (M-46) – radziecka holowana armata polowa kalibru 130 mm, produkowane w latach 50. XX wieku.
Działa M-46 są obecnie wykorzystywane w armiach wielu państw świata. Produkowane były na licencji w Chinach pod nazwą Typ 59. W ZSRR zostały zastąpione przez działa 2A36 oraz działa samobieżne 2S5 Hiacynt.
Do strzelania stosuje się naboje rozdzielnego ładowania z pociskiem odłamkowo-burzącym. Posiada łoże dwuogonowe. Do przewożenia działa stosowany jest przodek.